# Anurophasis monorthonyx
La codorniz Papúa (Anurophasis monorthonyx), es una especie de ave galliforme de la familia Odontophoridae que vive en Nueva Guinea. Es el único miembro del género Anurophasis.

## Descripción
Es un animal grande de unos 28 cm de largo. Su plumaje es marrón oscuro, su pico es de color hueso, patas amarillas y el iris marrón. Las zonas inferiores de la hembra son blancuzcas y con pintas negras más intensas en los machos.
Por lo general la hembra pone tres huevos marrón pálido con pintas en un nido en el suelo cerca de un pastizales tussock. Se alimenta de semillas, flores hojas y otros productos vegetales.

## Hábitat y distribución
Es  endémica de Indonesia, estando confinada a las montañas más elevadas de la isla de Nueva Guinea, las Montañas Sudirman de la provincia de Papúa, Indonesia. Esta ave se encuentra protegida por lo remoto de su hábitat, una zona inaccesible de praderas montañosas a una altitud superior a 3,000 m.
A causa de lo reducido de su rango y que no posee una protección especial de parte del gobierno de Indonesia, se considera a la Perdiz Papúa como una especie casi amenazada en la Lista roja de la IUCN de Especies Amenazadas.